# Mindoro-Ratte
Die Mindoro-Ratte (Anonymomys mindorensis) ist ein kaum bekanntes Nagetier der Philippinen-Insel Mindoro.
Alle Exemplare wurden an den Hängen des Ilong Peak im Nordosten der Insel gesehen. Sie hatten eine Kopfrumpflänge von rund 12 Zentimeter, hinzu kamen etwa 20 Zentimeter Schwanzlänge. Sie waren oberseits hellbraun und unterseits weißlich. Das Fell war stachelig-borstig, der Schwanz trug eine Quaste. Äußerlich ähnelt die Mindoro-Ratte einer Weißbauchratte (Gattung Niviventer), ist aber anatomisch durch eine kürzere Schnauze und in Relation größere Zähne von dieser zu unterschieden.
Mindoro-Ratten sind anscheinend Baumbewohner. Der einzige Fundort befindet sich in rund 1400 Meter Seehöhe. Die IUCN listet die Art unter „zu wenig Daten vorhanden“ (data deficient).
Die Mindoro-Ratte ist nicht nahe mit anderen philippinischen Altweltmäusen verwandt, sondern bildet mit einigen anderen südostasiatischen Arten die Dacnomys-Gruppe.